# Bernat de Sithiu
Bernat de Sithiu (Erau, s. XII - Abadia de Sithiu, Saint-Omer, Pas de Calais, 19 d'abril de 1182) fou un penitent anacoreta. És venerat com a beat al si de l'església catòlica.

## Hagiografia
Se'n conserven poques notícies, la majoria en els escrits de l'abat Joan de Sithiu, que visqué cap al 1187 a l'abadia i conegué el personatge. Una carta del bisbe de Magalona, d'octubre de 1170, es conservava al segle xvii, en la qual condemnava Bernat a expiar la seva culpa. A banda, hi ha les dades de l'ofici litúrgic que se li dedicà i un inventari de l'abadia de 1465 on consten citades les "relíquies de Sant Bernat penitent".
Bernat era natural d'algun poble de la diòcesi de Magalona, on cometé un homicidi, no se sap de qui ni en quines circumstàncies, i fou condemnat a fer un pelegrinatge com a expiació. La carta condemnatòria del bisbe diu:
| « | Joan, per la gràcia de Déu, bisbe de Magalona, a tots els pastors i fidels de l'Església Catòlica, eterna salvació en el Senyor. Sigui conegut a tots vosaltres que en expiació de l'horrible crim que ha comès, Nos hem imposat a Bernat, el portador d'aquesta carta, la següent pena. Que ha d'anar descalç durant set anys, que no pot vestir camisa la resta de la seva vida, que ha d'observar els quaranta dies abans del Naixement de Nostre Salvador com un dejuni de quaresma, que ha d'abstenir-se de carn i greix els dimecres i de tot, excepte pa i una mica de vi els divendres. Els divendres de quaresma i témpores no podrà veure més que aigua i cada dissabte que no sigui de gran solemnitat no prendrà carn ni greix llevat que la malaltia ho demani. Per tant, us demanem de la vostra caritat en Jesucrist, per la redempció de les vostres ànimes i en l'esperit de compassió, que doneu a aquest pobre penitent el menjar i la roba necessaris per escurçar la seva pena, en la mesura que us pugueu permetre. Donat a Magalona l'any de l'Encarnació de Nostre Senyor de 1170 el mes d'octubre. En vigor per set anys només. | » |

Durant anys, pelegrinà i caminà errant per diferents llocs (probablement, llocs de pelegrinatge, com les tombes de sants de diverses ciutats franceses), vivint de l'almoina. Ell mateix endurí la condemna i caminava portant pesos i provocant-se mortificacions. La llegenda, que no pot comprovar-se, diu que va visitar Sant Jaume de Compostela, Roma i Jerusalem tres cops i arribà a l'Índia per pregar davant la tomba de Sant Tomàs apòstol. Finalment, s'establí vora l'abadia benedictina de Sithiu, on una visió li havia revelat que moriria. Un ciutadà caritatiu li oferí una caseta vora el monestir, on visqué durant quatre anys pobrament, fins a la seva mort en 1182. Els monjos li permetien entrar a l'església per fer tot l'ofici diví, inclosos els de la matinada, que feia sempre. A més, tenia cura dels pobres malalts i ajudava en la neteja de les esglésies i hospitals. Sempre que rebia una almoina responia "Déu us doni a tots una bona fi". Al final de la seva vida, va demanar als monjos d'ingressar com a monjo, que ja el veien com un sant home, l'acceptaren.

## Veneració
En morir, tot el poble va voler assistir al seu funeral, ja que s'havia convertit en una persona estimada i amb fama de santedat. que tenia fou confirmada, segons la tradició, per miracles i guariments vora la seva tomba. Encara en vida, se li atribuí el do de la profeció i d'alguns guariments.